# 2013年世界田径锦标赛卡塔尔代表团
参加在 俄羅斯莫斯科举行的2013年世界田径锦标赛的卡塔尔代表团取得了一枚银牌，该枚银牌来自于男子跳高选手穆塔茲·伊薩·巴爾希姆，在奖牌榜上和博茨瓦纳、匈牙利、意大利、芬兰一起并列第25名。

## 获得的奖牌
| 奖牌 | 运动员             | 项目     |
| ---- | ------------------ | -------- |
| 銀牌 | Mutaz Essa Barshim | 男子跳高 |

## 引用
1. ↑  . 国际田联.   [2013-08-18]. （原始内容存档于2018-01-08）.（英文）